# Pierre Thuot
Pierre Joseph Thuot (Groton, 19 maggio 1955) è un ex astronauta statunitense. Ha partecipato alle missioni spaziali Shuttle STS-36, STS-49 e STS-62 come specialista di missione.